# HD 49662
HD 49662，又名BD-14 1599，SAO 151962、HR 2522，是一颗恒星，视星等为5.39，位于銀經226.21，銀緯-7.38，其B1900.0坐标为赤經6h 44m 25.7s，赤緯-15° -7.38′ 55″。